# Canton de Dax-Sud
Le canton de Dax-Sud est une ancienne division administrative française située dans le département des Landes et la région Aquitaine. Il a été supprimé par le nouveau découpage cantonal entré en vigueur en 2015.

## Histoire
Le canton de Dax-Sud est créé en 1973, en même temps que celui de Dax-Nord, en remplacement du canton de Dax.

## Géographie
Ce canton était organisé autour de Dax dans l'arrondissement de Dax. Son altitude variait de 1 m (Heugas) à 97 m (Siest) pour une altitude moyenne de 31 m.

## Administration
| Période | Période          | Identité               | Étiquette   | Qualité |
| ------- | ---------------- | ---------------------- | ----------- | --- |
| 1973    | 1988             | Yves Goussebaire-Dupin | RI puis UDF | Pharmacien Sénateur de 1983 à 1992 Maire de Dax de 1977 à 1995                                               |
| 1988    | 1993 (démission) | Henri Lalanne          | UDF         | Médecin thermal à Dax Député de 1993 à 1997                                                                  |
| 1993    | 1994             | Yves Goussebaire-Dupin | UDF         | Pharmacien Sénateur de 1983 à 1992 Maire de Dax de 1977 à 1995                                               |
| 1994    | 2001             | Alain Sallefranque     | RPR         | Avocat au barreau de Dax                                                                                     |
| 2001    | 2015             | Gabriel Bellocq        | PS          | Psychologue de l'Éducation nationale Maire de Dax (2008-2016) Suppléant du député Alain Vidalies (1997-2007) |

## Composition
Le canton de Dax-Sud se composait d’une fraction de la commune de Dax et de onze autres communes. Il comptait 30 846 habitants (population municipale) au 1er janvier 2012.
| Nom                | Code Insee | Intercommunalité           | Population (dernière pop. légale)               |
| ------------------ | ---------- | -------------------------- | ----------------------------------------------- |
| Dax (chef-lieu)    | 40088      | CA Grand Dax Agglomération | Fraction : 18 648(2012) Commune : 20 485 (2014) |
| Bénesse-lès-Dax    | 40035      | CA Grand Dax Agglomération | 528 (2014)                                      |
| Candresse          | 40063      | CA Grand Dax Agglomération | 795 (2014)                                      |
| Heugas             | 40125      | CA Grand Dax Agglomération | 1 316 (2014)                                    |
| Narrosse           | 40202      | CA Grand Dax Agglomération | 3 157 (2014)                                    |
| Oeyreluy           | 40207      | CA Grand Dax Agglomération | 1 556 (2014)                                    |
| Saint-Pandelon     | 40277      | CA Grand Dax Agglomération | 714 (2014)                                      |
| Saugnac-et-Cambran | 40294      | CA Grand Dax Agglomération | 1 590 (2014)                                    |
| Seyresse           | 40300      | CA Grand Dax Agglomération | 868 (2014)                                      |
| Siest              | 40301      | CA Grand Dax Agglomération | 129 (2014)                                      |
| Tercis-les-Bains   | 40314      | CA Grand Dax Agglomération | 1 185 (2014)                                    |
| Yzosse             | 40334      | CA Grand Dax Agglomération | 374 (2014)                                      |

## Démographie
| 1975 | 1982 | 1990   | 1999   | 2006   | 2011   | 2012   |
| ---- | ---- | ------ | ------ | ------ | ------ | ------ |
| -    | -    | 26 661 | 27 543 | 29 878 | 30 748 | 30 846 |